# Gandhi (chapeau)
Pour les articles homonymes, voir Gandhi (homonymie).
Un gandhi est un chapeau fait de khadi blanc, pointu en avant et en arrière, originellement porté par Mahatma Gandhi et les militants du Mouvement pour l'indépendance de l'Inde. Cette coiffe a été remise de l'avant par le militant politique Anna Hazare du Mouvement anti-corruption indien de 2011.

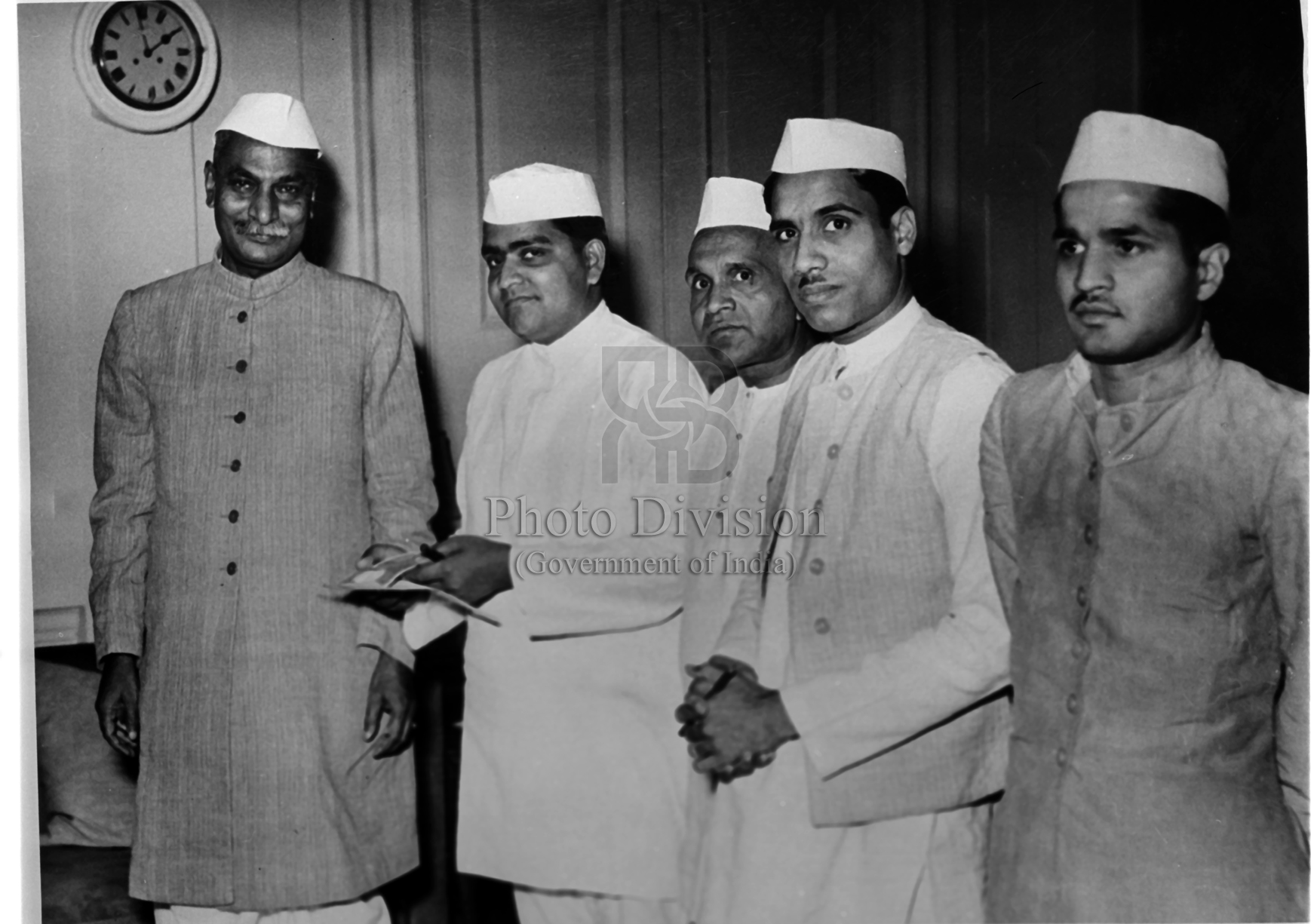
Rajendra Prasad et des hommes politiques de Delhi (1950).